# تورينوفا
تورينوفا (بالإيطالية: Torrenova)‏ هي بلدية في مقاطعة ميسينا في صقلية الإيطالية.

## السكان
في سنة 1861 بلغ عدد السكان 638 نسمة، وتطور العدد ليصل في سنة 2011 لـ 4٬240 نسمة.
يظهر هذا المخطط البياني تطور النمو السكاني لـ تورينوفا